# Knollenbegonien

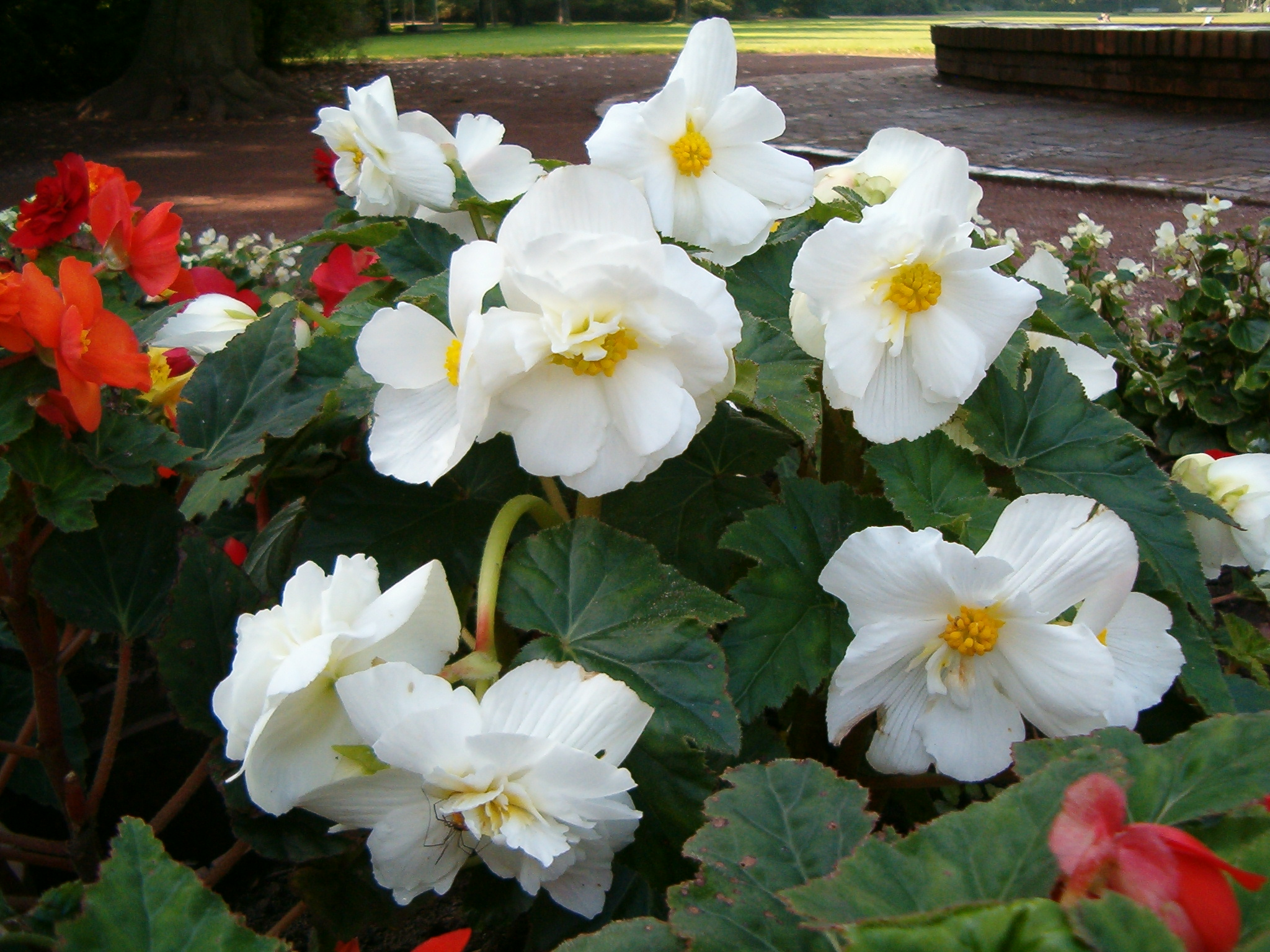

Knollenbegonien (Begonia × tuberhybrida, Syn.: Begonia tuberosa hort., B. gigantea, B. multiflora und B. grandiflora, Begonia-Tuberhybrida) gehören zur Familie der Schiefblattgewächse (Begoniaceae).
Knollenbegonien bevorzugen einen halbschattigen bis schattigen Standort und werden oft als Beet- und Balkonpflanze angepflanzt.
In Gartencentern werden häufig Hängebegonien Begonia tuberhybrida pendula bzw. kurz Begonia pendula verkauft. 

Als Zimmerpflanzen werden Sorten mit der Bezeichnung Duftbegonie Begonia tuberhybrida pendula odorata oder kurz Begonia odorata verkauft, die oft stark nach Zitrus riechen.

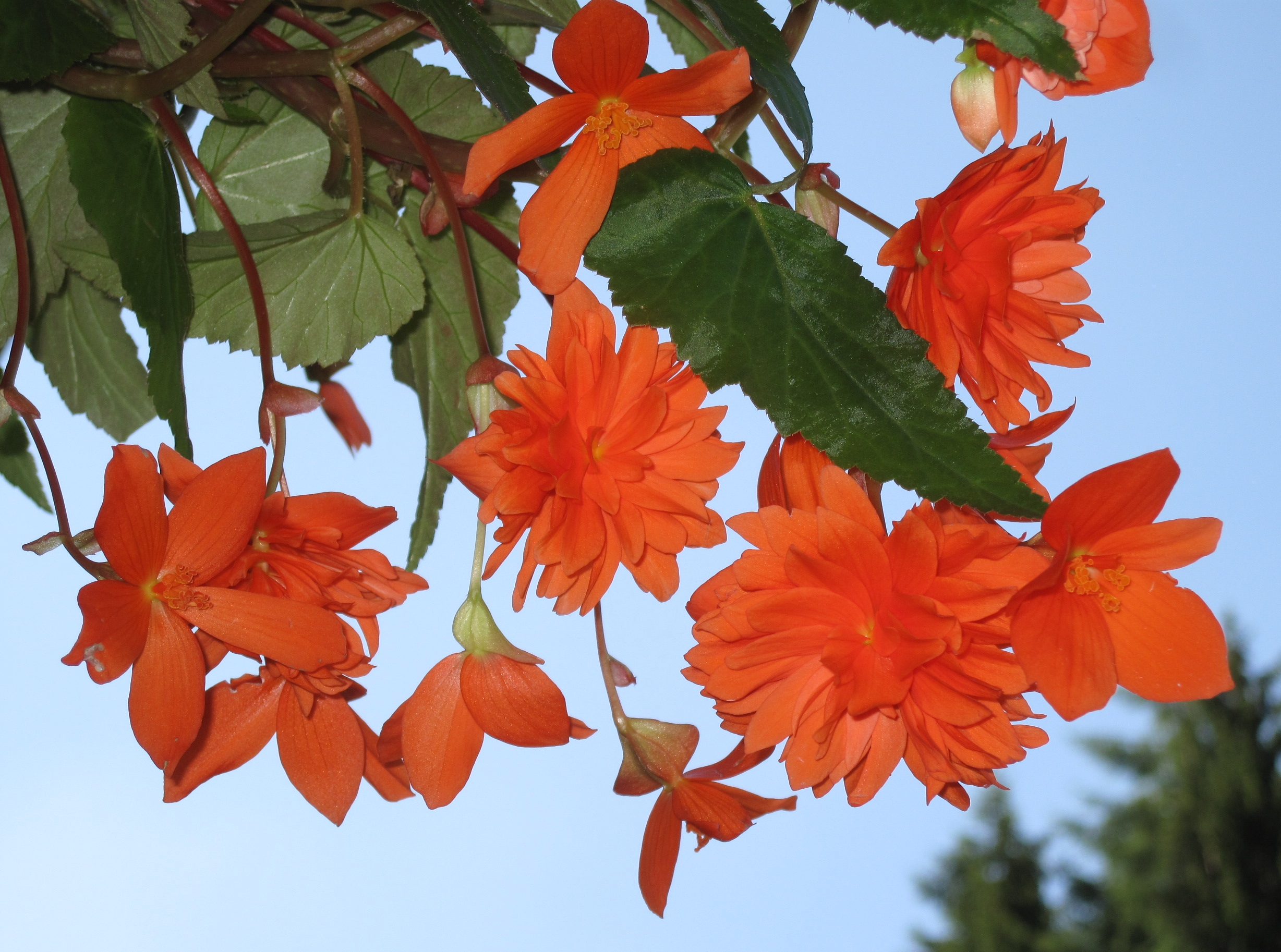
Begonia tuberhybrida pendula

## Beschreibung
Es sind mehrjährige krautige Pflanzen, mit Knollen als Überdauerungsorgan. Gärtnerisch werden sie oft wie einjährige Pflanzen kultiviert, es gibt aber auch von manchen Sorten die Knollen zu kaufen oder Hobbygärtner lassen die Pflanzen einziehen und überwintern die Knollen an einem frostfreien Ort. Die Pflanzen erfrieren sobald die Temperatur den Nullpunkt unterschreitet. Die Laubblätter sind asymmetrisch wie in der ganzen Familie üblich. Die eingeschlechtigen, großen Blüten sind meist gefüllt, es gibt aber auch ungefüllte Sorten. Die Farbe der Blütenblätter hat ein breites Farbspektrum von weiß, über gelb und orange bis rot und rosa; blau fehlt.

## Kultur
Ein Gramm Saatgut enthält etwa 45.000 bis 60.000 Korn (Begonien-Samen sind winzig). Der Aussaattermin liegt für eine Blüte im Mai zwischen Anfang und Ende Dezember. Meistens werden Saatkisten- oder Jungpflanzen bei Jungpflanzenbetrieben bezogen, weil das feine Saatgut spezielle Aussaattechnik erfordert. Von der Aussaat, bis die Saatkisten so weit sind, verkauft zu werden, dauert es etwa sieben Wochen. 
Bei einer Temperatur von 23 °C erfolgt die Keimung innerhalb von zwei bis drei Wochen (Temperaturen bis 26 °C sind auch möglich; das verkürzt die Keimdauer). Es sind Lichtkeimer und brauchen eine hohe Luftfeuchtigkeit zur Keimung. Sofort nach dem Auflaufen des Samens wird die Temperatur auf 20 bis 21 °C und die Luftfeuchtigkeit gesenkt. Die Kultur muss vor starker Sonneneinstrahlung geschützt werden. 
Zum Wachstum und zur Blüteninduktion (Reiz zur Entwicklung von Blüten) benötigen Knollenbegonien Langtagbedingungen. Sollte die kritische Tageslänge 12 Stunden nicht vorhanden sein, zieht die Pflanze ihr Laub ein, bzw. steckt ihre ganze Kraft in die Bildung der Knolle. Es wird für eine Tageslänge von 14 Stunden gesorgt, dazu reichen 40 bis 60 Watt pro m², das entspricht 200 bis 300 Lux in Höhe der Pflanzen.
Bei Bezug von Saatkisten werden die Knollenbegonien pikiert. Nach weiteren vier bis sechs Wochen oder nach dem Jungpflanzenbezug wird getopft. Als Substrat werden schwach gedüngte Erden verwendet. Getopft wird meist in 10er oder 11er Kunststofftöpfe oder in sogenannte Packs, also Pflanzgefäße die mehrere kleine Behälter haben, um zum Beispiel sechs oder zehn Pflanzen gleichzeitig zu verkaufen. Der Platzbedarf nach dem Topfen liegt bei etwa 80 Pflanzen pro m² und am Ende der Kultur stehen 25 bis 35 Pflanzen pro m². Die Kulturdauer ab dem Termin des Kaufs von Jungpflanzen beträgt acht bis zehn Wochen. 
Im Laufe der Kultur kann die Temperatur von anfänglich 20 °C bis zum Ende der Kulturzeit auf 16 °C abgesenkt werden. Die 16 °C Grenze sollte jedoch nicht unterschritten werden, da es sonst zu Verhärtungen der Pflanzen und Wachstumsstockungen kommt und die Pflanzen die oberirdischen Pflanzenteile einziehen.
Oft werden die Pflanzen "gestaucht": das ist eine Behandlung mit Stauchemitteln, zum Beispiel mit Gartenbau-Cycocel.
Sämlinge und Jungpflanzen sind salzempfindlich, deshalb sehr vorsichtig düngen. Nach dem Einwurzeln im Endtopf wird alle zwei Wochen wie üblich mit dem Gießwasser nachgedüngt. 
Ein "Bremsen" der Kultur im Frühjahr wird durch Trockenhalten des Bestandes erreicht. Achtung! Eine Temperaturabsenkung führt zur Knollenbildung und Wachstumsstockungen. 
Es gibt auch viele Knollenbegonien-Sorten, die vegetativ vermehrt werden. Einige Sorten werden nicht als grüne oder blühende Pflanzen verkauft, sondern als Knollen. Wie alle Begonien sind Knollenbegonien frostempfindlich.

## Sortengruppen (Auswahl)
- 'Non-Stop' es sind F1-Hybriden
- 'Royal Picotee' es sind F1-Hybriden
- 'Illumination'
- 'Ornament'
- 'Panorama'
- 'Pin-Up'
- 'Multiflora'

## Bilder

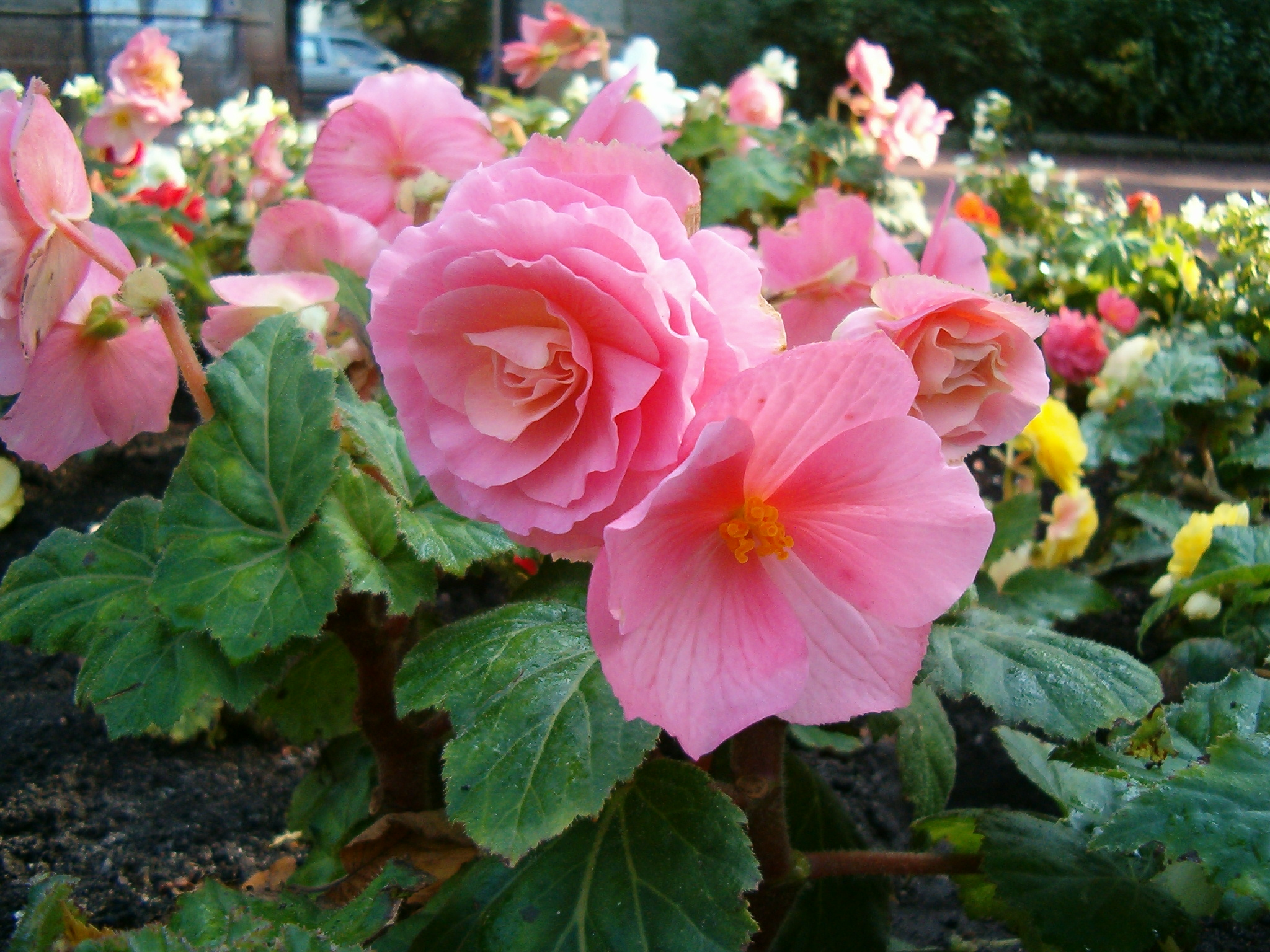
Bei dieser rosafarbenen Sorte sind die männlichen Blüten gefüllt und die weiblichen ungefüllt.
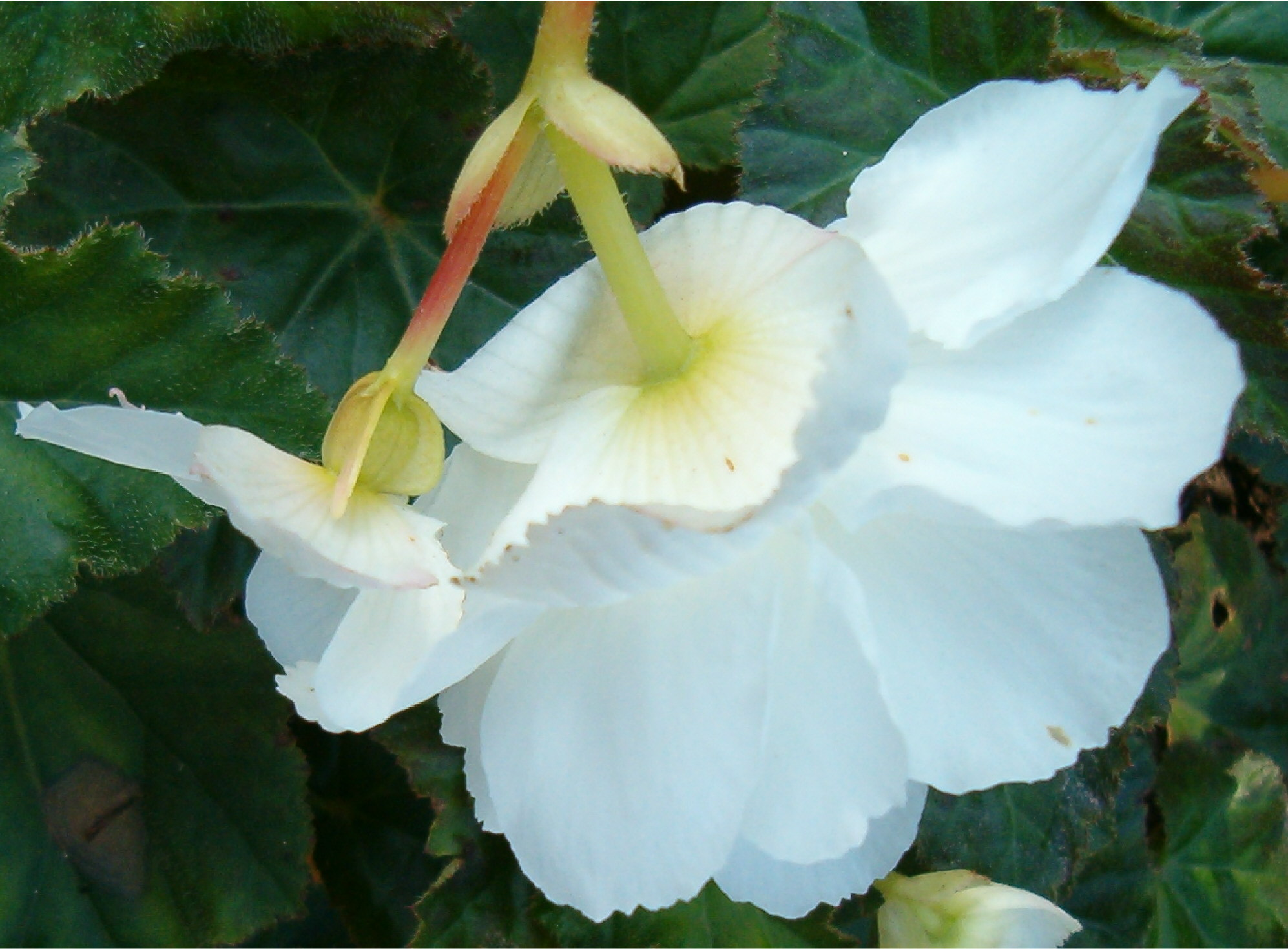
Weiße Hybride: Zeigt die Rückseite von Blüten: Links ist eine weibliche Blüte mit unterständigen Fruchtknoten und rechts ist eine männliche Blüte zu sehen.